# St. Cyriak und Perpetua (Freiburg im Breisgau)

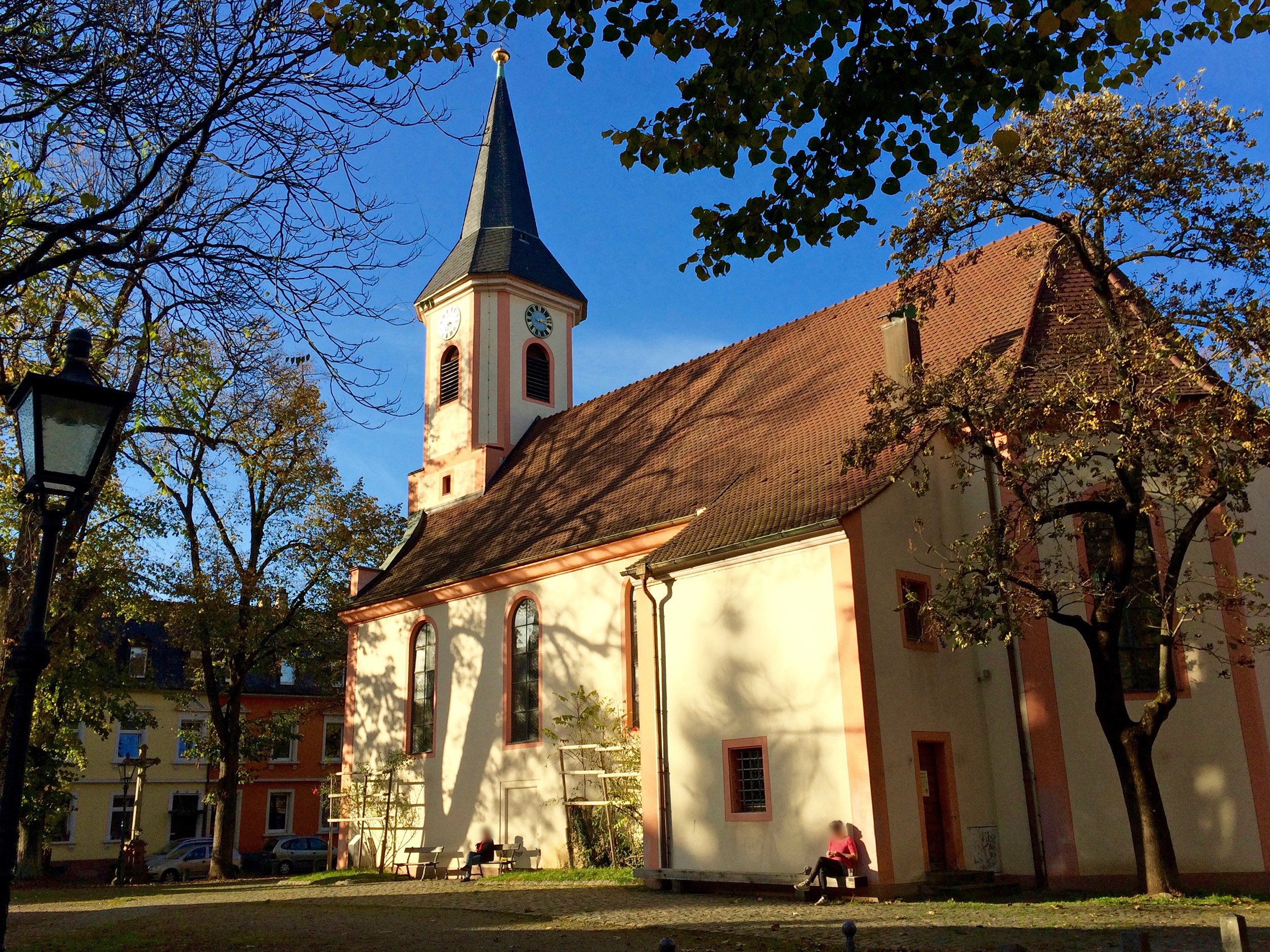
St. Cyriak und Perpetua von Südosten

St. Cyriak und Perpetua ist eine römisch-katholische Kirche im Stadtteil Wiehre von Freiburg im Breisgau. Die kleine Barockkirche liegt auf dem Annaplatz an der Kirchstraße und wird deshalb auch Annakirchle genannt. Sie gehört zur Seelsorgeeinheit Freiburg Wiehre-Günterstal.

## Geschichte
Die heutige Wiehre ist rund hundert Jahre vor der Gründung der Stadt Freiburg aus den Dörfern Wiehre und Adelhausen entstanden, die 1008 zuerst erwähnt sind. Sie lagen südlich der Stadt, und zwar Adelhausen südlicher, nach Norden bis zur heutigen Basler Straße und Talstraße reichend, die alte Wiehre nördlicher, längs der Dreisam. Beide Dörfer kamen früh unter die Gerichtsbarkeit der Stadt. Während des Dreißigjährigen Krieges wurden sie 1643 zu einer Gemeinde vereinigt, für die sich der Name Wiehre durchsetzte. 1826 wurde die Wiehre nach Freiburg eingemeindet.
Mittelpunkt des Dorfes Adelhausen war die Kirche, auch sie älter als die Freiburger Stadtkirchen. Ursprünglich hieß sie Sant Einbetten Kilch, benannt nach der ersten der legendären – nie heiliggesprochenen – „drei heiligen Jungfrauen“ Einbeth, Wilbeth und Worbeth. Nach der Legende waren sie Gefährtinnen der heiligen Ursula. Einbeth soll 237 in Straßburg gestorben und dort in der Kirche Saint-Pierre-le-Vieux bestattet sein. Nach Überlieferung der Dominikaner gab es allerdings schon 1263 eine Kirchweihe unter dem Patronat der heiligen Cyriak und Perpetua, die von Albertus Magnus vollzogen worden sein soll; dieser Lehrmeister des Ordens hielt sich damals in Freiburg auf. 1665 übernahm die Stadt Freiburg die Baupflicht und das Recht, die Pfarrstelle zu besetzen. Während der Ort nun Wiehre hieß, blieb Adelhausen der amtliche Name der Pfarrei, zu der auch das alte Dorf Wiehre gehörte.
Die heutige Kirche hatte drei Vorgängerbauten. Die erste, mittelalterliche Kirche überstand den Dreißigjährigen Krieg trotz aller Verwüstungen, wurde aber mit der ganzen Wiehre einschließlich der Klöster Mariä Verkündigung und St. Katharina dem Erdboden gleichgemacht, als Sébastien Le Prestre de Vauban auf Befehl Ludwigs XIV. ab 1678 Freiburg zur (französischen) Festung ausbaute und ein freies Schussfeld brauchte.
Von 1709 bis 1711 wurde die zweite Kirche gebaut. Freiburg war seit dem Frieden von Rijswijk 1697 wieder habsburgisch. Als es 1713 im Spanischen Erbfolgekrieg gegen die Franzosen verteidigt werden musste, befahl der Festungskommandant Ferdinand Amadeus Freiherr von Harrsch laut seinem Tagebuch am 21. September 1713: „Die Mühlen, Häuser, Garten-Häuslein und Gärten umb die Stadt müssen eingerissen werden; Item ist das Spital und die Kürch in der Wiehre-Vorstadt zu sprengen und der Rest anzuzünden.“ Das geschah; Freiburg fiel trotzdem.
Im Rastatter Frieden kam Freiburg 1714 erneut an Habsburg. 1718 beim dritten Neubau der Kirche bestand der Festungskommandant auf einem weiter westlich gelegenen Bauplatz weit entfernt von der Festung dort, wo die Kronenstraße in die Basler Straße mündet. Der Zeitpunkt der Fertigstellung ist nicht überliefert. 1744 wurde Freiburg im Österreichischen Erbfolgekrieg wieder von den Franzosen belagert, die Gebäude der Wiehre wurden abermals niedergelegt, die Stadt besonders das Münster durch Kanonenbeschuss schwer beschädigt und schließlich genommen. Gleich nach dem Einmarsch begannen die Franzosen mit der systematischen Zerstörung der von ihnen selbst 1677 erbauten Festungsanlagen, die sie zweimal, 1713 und eben jetzt, unter großen Verlusten hatten erobern müssen. Beim endgültigen Abzug 1745 hinterließen sie einen über 100 m breiten Ruinengürtel um die Stadt.

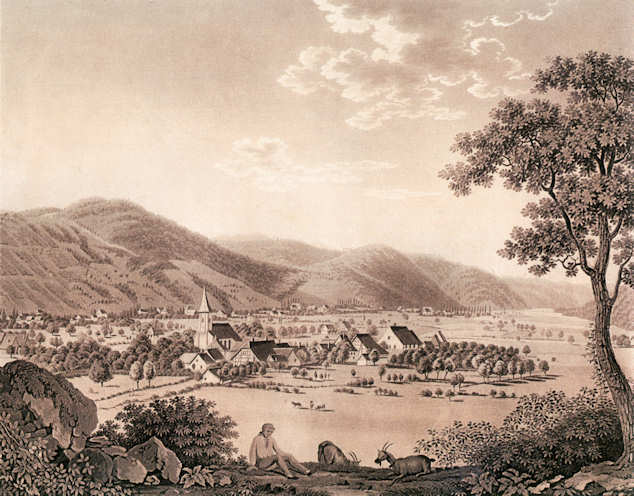
Die Wiehre mit St. Cyriak und Perpetua 1820

Es folgte ein halbes Jahrhundert Frieden im Breisgau. An der Stelle der Festungswerke wurden Gärten und Rebpflanzungen angelegt. St. Cyriak und Perpetua sollte zunächst am Ort des dritten Baus erneuert werden; die Pfarrgemeinde mit ihrem Pfarrer Johannes Bartholomäus Heinrich (1723–1762) und dem Vogt setzte aber gegen Übernahme der Mehrkosten von 200 Gulden einen Neubau an der ursprünglichen Stelle auf dem Annaplatz durch. Dort befand sich der Friedhof (bis 1813), und auf den Friedhof gehöre die Kirche. Am 27. August 1753 wurde der Grundstein gelegt; entwerfender Baumeister war Johann Baptist Häring (1716–1790), Ausführender der Münsterbaumeister Joseph Schauberger (1699–1760), beide in Freiburg tätig. Am 30. März 1755 wurde die Kirche geweiht. Dieser vierte Bau ist im Wesentlichen bis heute erhalten.
1755 zählte die Pfarrei Adelhausen 350 Seelen, 1885 waren es 6345. Die Kirche bot jedoch nur Platz für ungefähr 200 Kirchgänger. So wurde von 1895 bis 1899 nördlich der Einmündung der Kirchstraße in die Basler Straße eine neue große, neuromanische Kirche gebaut, St. Johann, und die Pfarrei Adelhausen wurde 1899 zur Pfarrei St. Johann. Die alte Kirche war verwaist, bis sie 1918 von Franziskaner-Patres übernommen wurde. 1922 richteten sich die Mönche an der benachbarten Günterstalstraße ein Kloster ein, das 2013 aufgelöst wurde. 1941 wurde St. Cyriak und Perpetua Pfarrkuratie und 1981 wieder selbständige Pfarrei, heute eine der vier Pfarreien der Seelsorgeeinheit Freiburg Wiehre-Günterstal.

## Gebäude und Ausstattung

### Außen

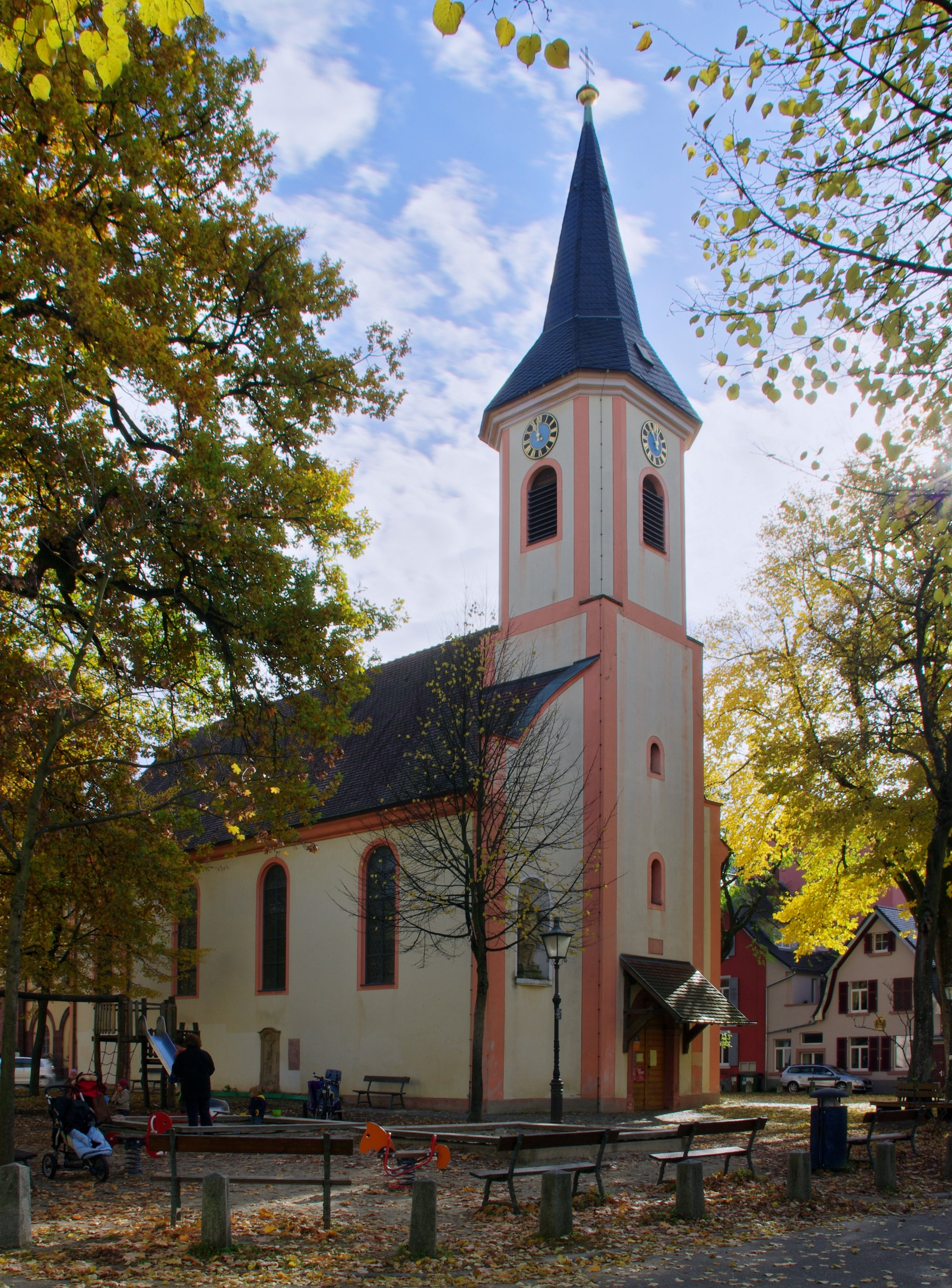
St. Cyriak und Perpetua von Nordwest

Die Kirche liegt mitten auf dem Annaplatz. Sie ist ein einschiffiger Saal mit drei Fensterachsen, einem axialen quadratischen, leicht über die Westfront des Schiffs vorspringenden Turm und östlichem eingezogenen, mit drei Seiten des Achtecks schließenden Chor. Die vorspringenden Turmecken schwingen zur Westwand des Schiffs muldig zurück. Dem rundbogigen Westportal entsprechen zwei rundbogige Statuennischen rechts und links, zwei nach oben zu kleiner werdende Turmfenster und die großen Schallfenster des Glockengeschosses, über denen auf allen vier Seiten Uhren-Zifferblätter angebracht sind. Im Süden ist dem Chor eine Sakristei vorgelagert, über die das Satteldach des Schiffs hinuntergezogen ist. Die gelbe Grundfarbe mit englischroten Betonungen der Kanten entspricht der ursprünglichen Farbgebung. Der Turm trug ursprünglich eine Zwiebelkuppel; sie wurde 1791 wegen Baufälligkeit durch einen Pyramidenhelm ersetzt. Die Statuen in den Nischen der Westfront, Cyriak links und Perpetua rechts, stammen von Franz Xaver Anton Hauser (1712–1772).
Cyriak trägt ein steifes Diakonengewand, Perpetua einen wehenden Mantel. Neben ihr kauert ein Löwe statt ihres eigentlichen Attributs, der wilden Kuh.
Im Portaldurchgang wurde als Weihwasserbecken das Wiehremer Männle vermauert, eine Spolie, vermutlich aus dem Schutt des Vorgängerbaus. Ein Männchen – Gesicht und Arme sind weggeschlagen – kragt auf der Schaufläche schräg nach oben, darum Blüten. Ein Bildhauer der Parler-Familie könnte es geschaffen haben.

### Innen
Im Innern ruhen die flachen Decken von Langhaus und Chor auf Hohlkehlen. Über sie hat Franz Anton Vogel (1720–1777) aus der Wessobrunner Schule fein ziselierte Rokokoornamente gelegt, zartgrau auf gelblichem Grund. Vogel war der bedeutendste Breisgauer Stuckateur des 18. Jahrhunderts.
Der Hochaltar, um 1700, stammt aus der Kapelle des 1745 gesprengten Schlosses auf dem Schlossberg. Die Seitenaltäre, Säulenaufbauten mit baldachingeschmückten Nischen für Statuen, schuf der Freiburger Schreiner Melchior Rombach († 1768). Die Statue im rechten Seitenaltar ist der heilige Antonius der Große. Er sitzt auf einem Thron vor goldenem Strahlenkranz, die Kapuze über den Kopf gezogen, in der linken Hand seinen Stab mit Antoniuskreuz und Glöckchen, die rechte Hand auf ein Buch gestützt, links neben ihm ein Schwein. Franz Xaver Anton Hauser hat die Figur barock dem gotischen Antonius dem Großen nachgebildet, den Hans Wydyz um 1505 für die Freiburger Antoniter-Niederlassung – nach neuerer Ansicht für das Freiburger Münster – geschaffen hatte. Die Statue im linken Seitenaltar ist eine Madonna des Freiburger Bildhauers Wilhelm Amann (1884–1961).

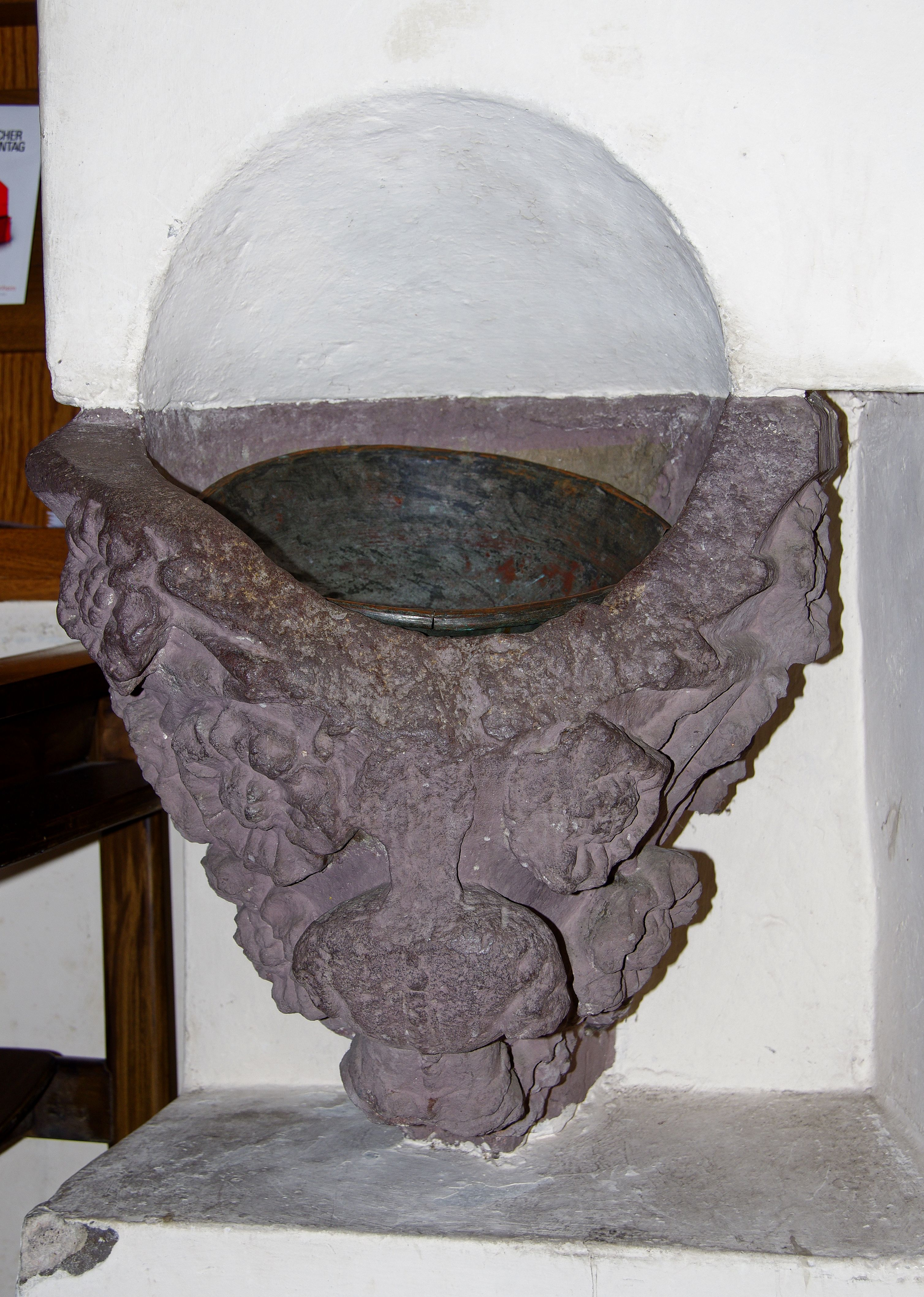
Weihwasserbecken
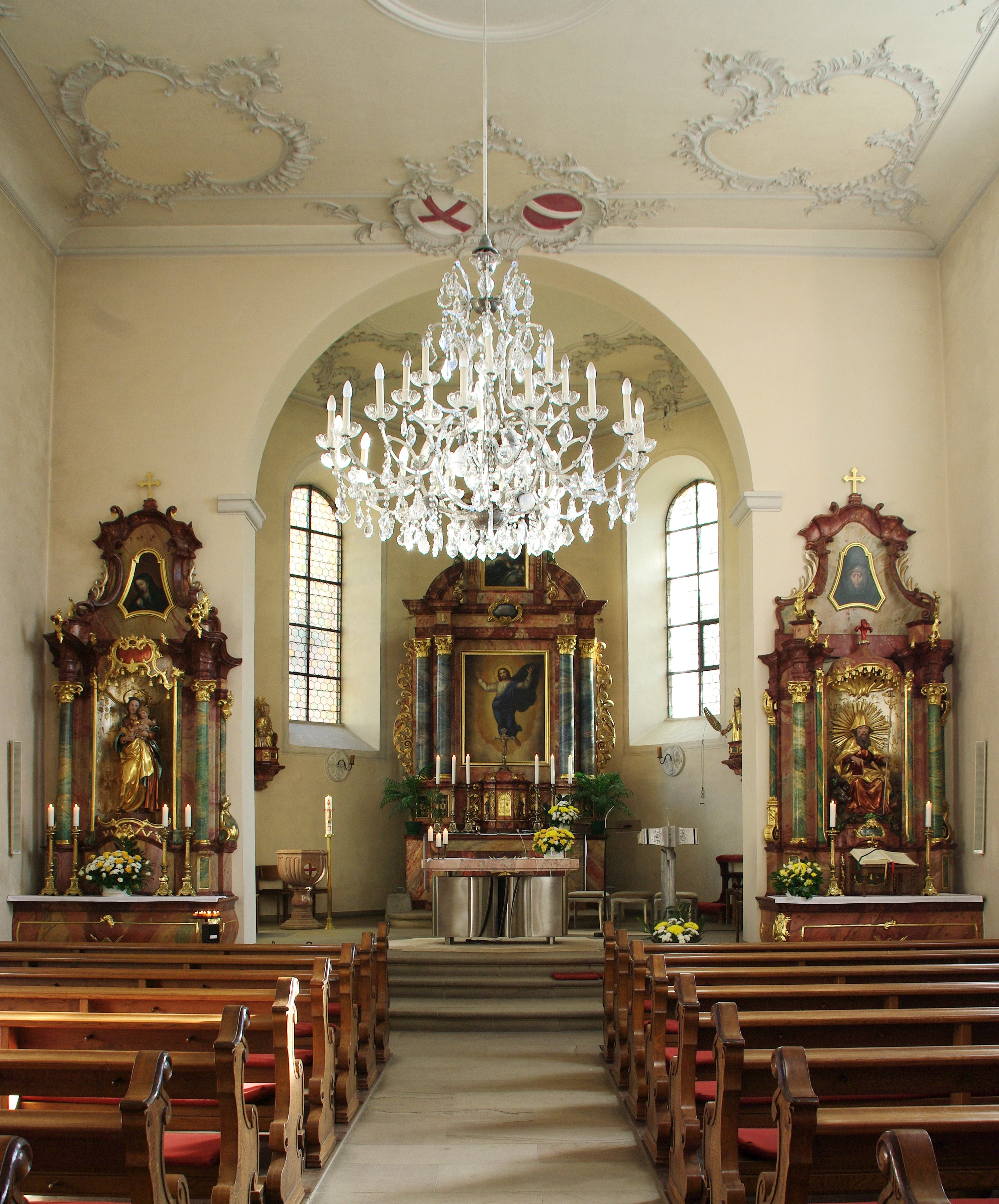
Blick zum Altarraum
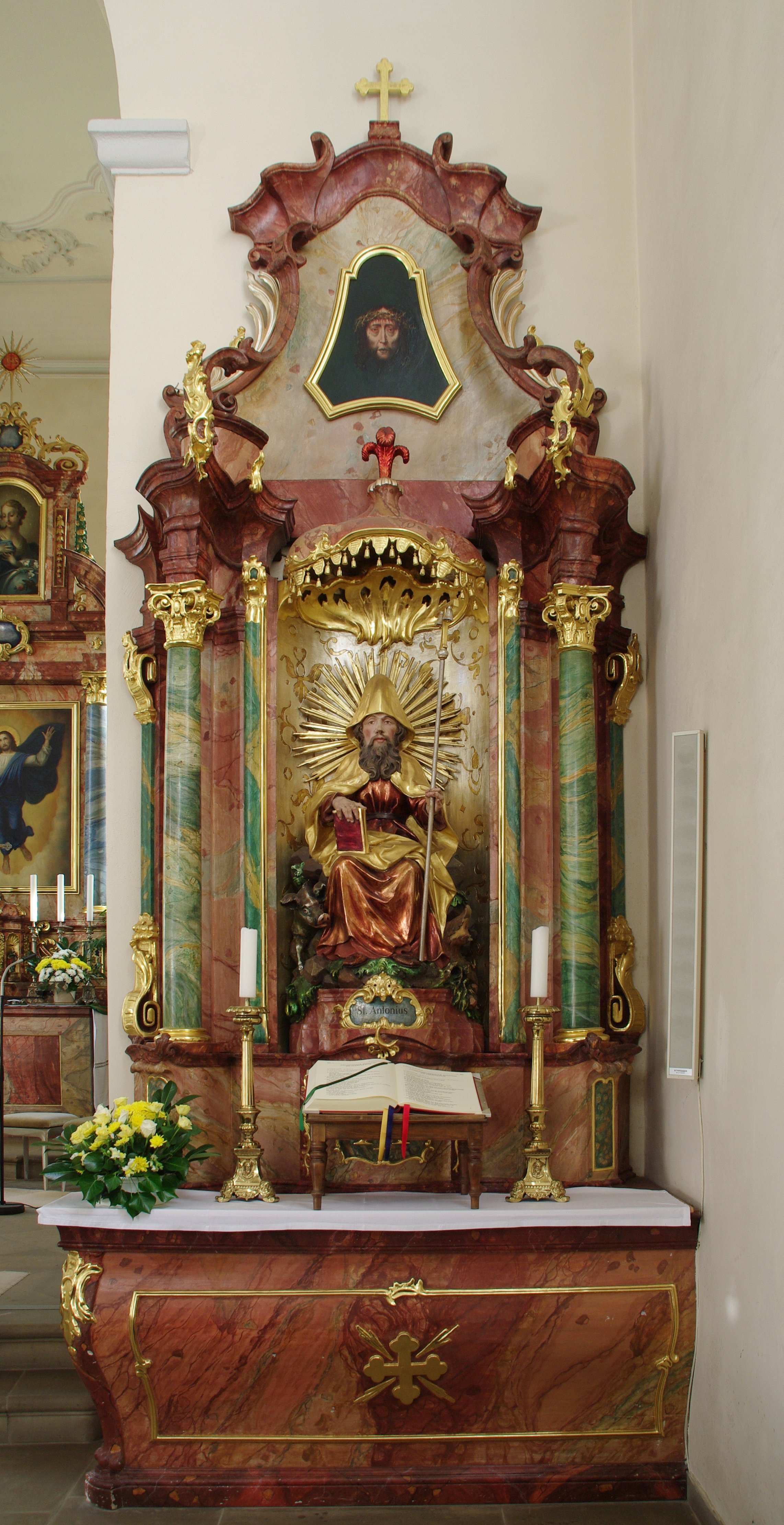
Antonius der Große

### Orgel und Glocken
In der Kirche war ab 1788 eine Orgel aus der ehemaligen Wallfahrtskapelle auf dem Lindenberg von 1788 aufgestellt. Die heutige Orgel wurde 1992 von der Orgelbaufirma Georg Jann (Laberweinting) erbaut. Das Instrument hat 17 Register (928 Pfeifen) auf zwei Manualen und Pedal. Spiel- und Registertrakturen sind mechanisch. Das barocke Orgelgehäuse aus Kastanienholz stammt aus Portugal (um 1800).
| I. Manual C–g3 |               |       |
| 1.             | Praestant     | 8′    |
| 2.             | Copula        | 8′    |
| 3.             | Octave        | 4′    |
| 4.             | Holzflöte     | 4′    |
| 5.             | Octave        | 2′    |
| 6.             | Mixtur II-III | 1 ⁄3′ |
| 7.             | Cromorne      | 8′    |

| II. Manual C–g3 |            |        |
| 8.              | Rohrflöte  | 8′     |
| 9.              | Spitzflöte | 4′     |
| 10.             | Nasard     | 2 ⁄3′  |
| 11.             | Doublette  | 2′     |
| 12.             | Tierce     | 1 3⁄5′ |
| 13.             | Larigot    | 1 ⁄3′  |
|                 | Tremulant  |        |

| Pedal C–f1 |            |     |
| 14.        | Subbass    | 16′ |
| 15.        | Gemshorn   | 8′  |
| 16.        | Choralbass | 4′  |
| 17.        | Trompete   | 8′  |

- Koppeln: II/I, I/P, II/P

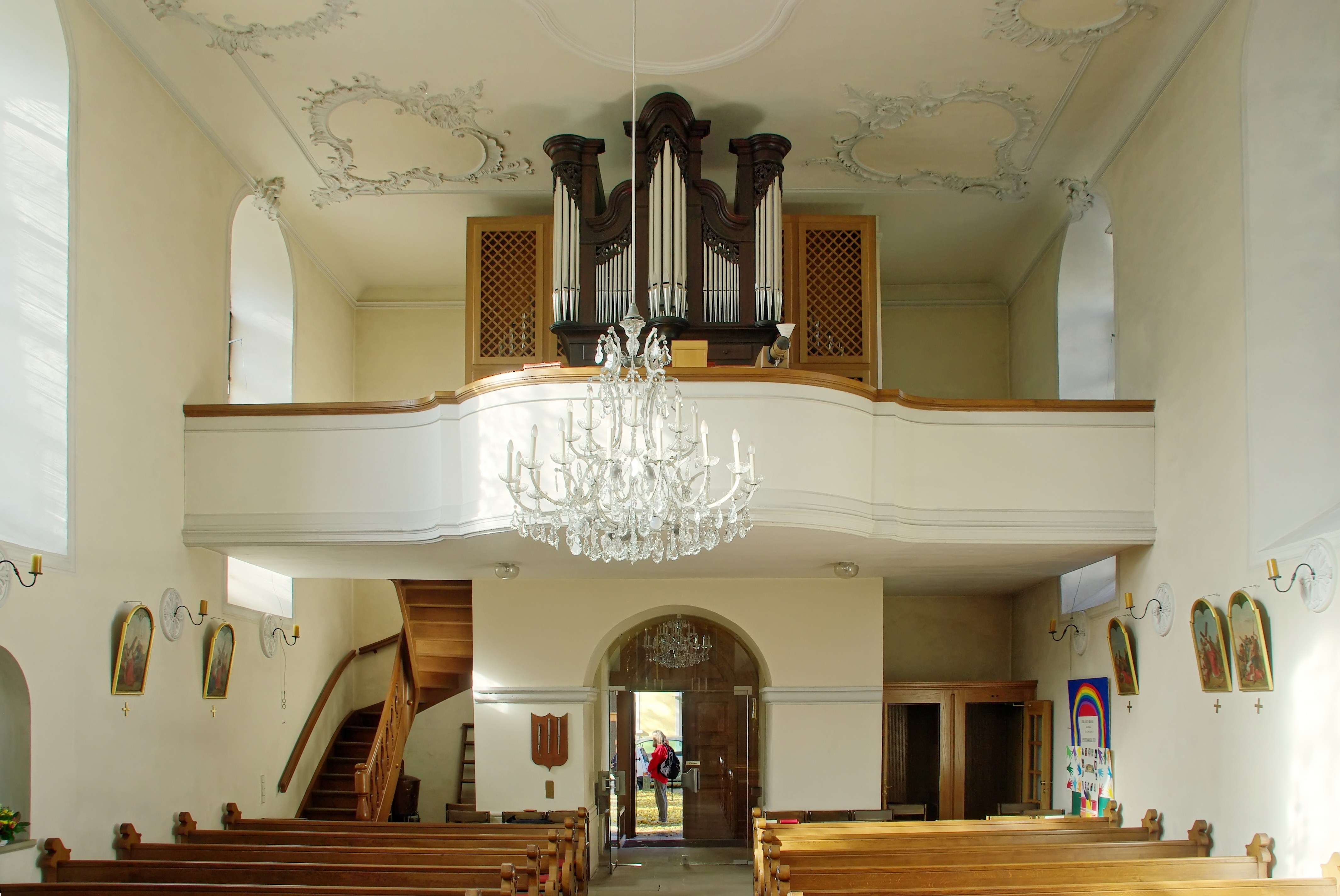
Blick zur Orgel

Im Turm hängt ein dreistimmiges Bronze-Geläut in einem aus dem 18. Jahrhundert stammenden hölzernen Glockenstuhl. Die ältere Glocke wurde 1965 von Friedrich Wilhelm Schilling, Heidelberg, gegossen, die beiden anderen von der Glockengießerei Heidelberg 1979 dazu gegossen. Die Melodielinie ist ein eher seltener Dursextakkord. Glocke 1 wird für den Viertelstunden- und Stundenschlag eingesetzt.

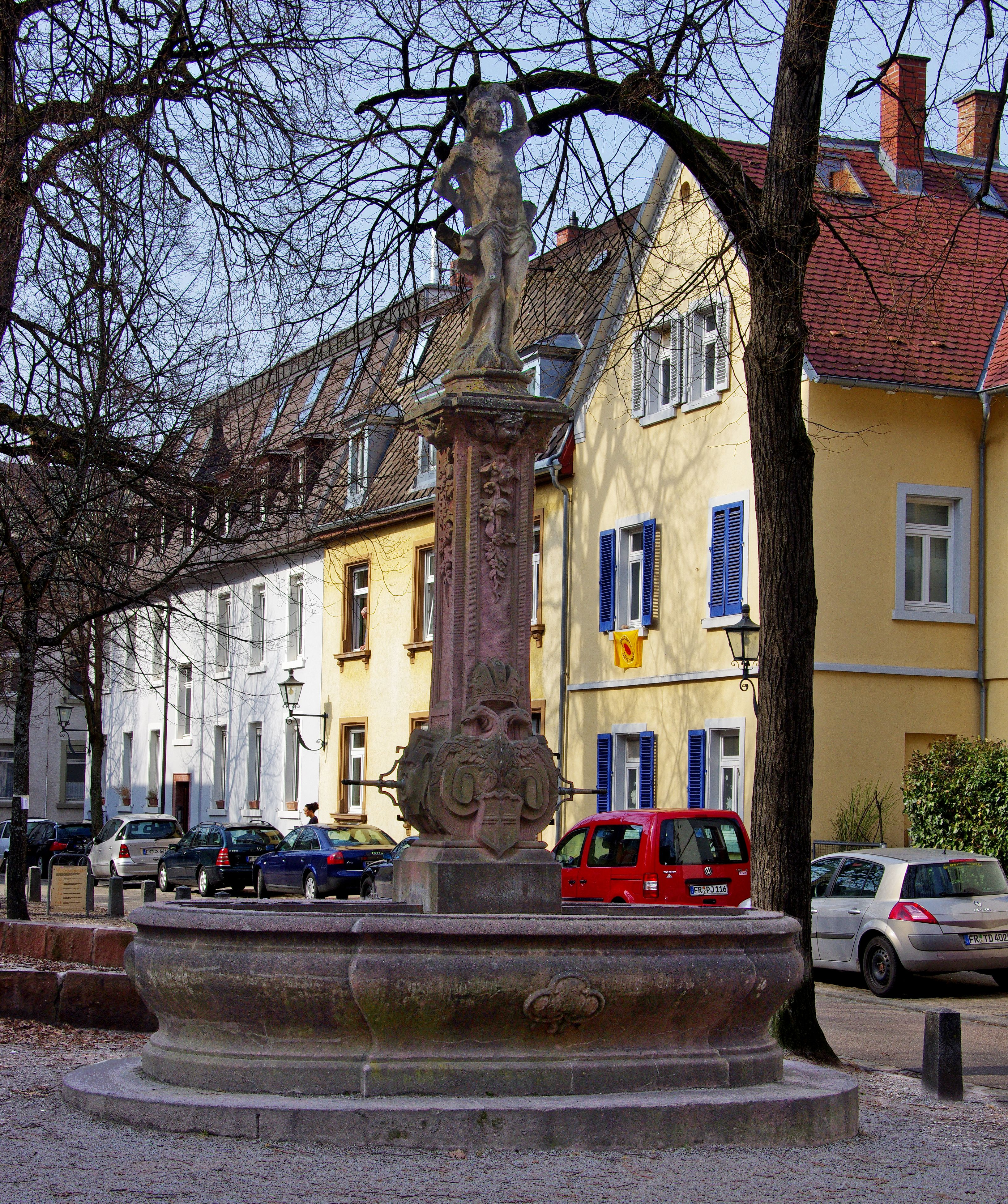
Sebastians-Brunnen

| Glocke | Gussjahr | Durchmesser | Gewicht | Schlagton |
| ------ | -------- | ----------- | ------- | --------- |
| 1      | 1979     | 932 mm      | 462 kg  | gis′+2    |
| 2      | 1965     | 780 mm      | 300 kg  | h′+4      |
| 3      | 1979     | 607 mm      | 138 kg  | e″+5      |

### Umgebung
Auf ihrem Platz, mit dem Sebastians-Brunnen, mit einigen Grabplatten des aufgelassenen Friedhofs und dem Friedhofskreuz ist St. Cyriak und Perpetua zum „liebenswerten Alt-Freiburger Baudenkmal“ geworden. Der Brunnen von 1731, ursprünglich in der Freiburger Salzstraße, ist ein Werk von Franz Hamm; er wurde 1831 in die Wiehre versetzt und 1878 auf dem Annaplatz aufgestellt, die Brunnenschale wurde 1909 im Stil des Neobarocks neu gestaltet. Die Figur des Sebastian ist eine Arbeit von Andreas Hochsing (1704–1736 in Freiburg).

## Klöster in der Wiehre
Es gab im Mittelalter im Bereich der heutigen Wiehre zwei Dominikanerinnen-Klöster, Mariä Verkündigung in Adelhausen zwischen Basler Straße und Konradstraße, ungefähr auf der Linie der Goethestraße, gegründet 1234, und St. Kathari (Katharina) in der alten Wiehre, nördlich der Basler Straße zwischen Kirch- und Goethestraße, gegründet 1297. Beide mussten dem Festungsbau ab 1678 weichen. Die Nonnen kamen in Privathäusern unter und betrieben den Neubau ihrer Klöster in der Stadt. Sie wurden aber beschieden, es könne nur einen Neubau geben: „… weillen sie aber außer die stadt sonsten gehörig und die stadt um die hälfte abgenommen, will sich bei so wenig verbliebenen häusern und starken guarnisonen nicht thun lassen, ihnen mehrers als ein kloster zu vergünnen.“ Das neue Kloster mit neuer Kirche entstand innerhalb des Befestigungsringes in der Schneckenvorstadt, im heutigen Stadtbezirk Altstadt. 1697 konnten die Dominikanerinnen einziehen; 1699 wurde ihre Kirche geweiht. Sie bildeten den nun so genannten Convent Adelhausen zu der Verkündigung Mariae der Jungfrau und Mutter Gottes und St. Catharinae. Der Konvent wurde 1867 aufgelöst. In der Adelhauser Kirche lebt der Name des alten Dorfs an anderer Stelle fort.